# Janice Voss
Janice Elaine Voss (South Bend (Indiana), 8 oktober 1956 – Scottsdale (Arizona), 6 februari 2012) was een Amerikaans ruimtevaarder. Voss haar eerste ruimtevlucht was STS-57 met de spaceshuttle Endeavour en vond plaats op 21 juni 1993. Het ging om een missie naar de EURECA satelliet.
Voss maakte deel uit van NASA Astronaut Group 13. Deze groep bestond uit 23 astronauten die hun training begonnen in januari 1990 en in juli 1991 astronaut werden. In totaal heeft Voss vijf ruimtevluchten op haar naam staan, waaronder een missie naar het Russische ruimtestation Mir. In 2012 overleed zij aan borstkanker.